# An Fhairche
An Fhairche (en anglès Clonbur) és una vila d'Irlanda, a la Gaeltacht de Conamara, al comtat de Galway, a la província de Connacht. Un 20% de la població parla irlandès de manera quotidiana.
La vila es troba entre Lough Corrib i Lough Mask i a dos kilòmetres hi ha el Mount Gable on segons les llegendes les hordes dels Firbolg pujaren als cims després de ser derrotats pels Tuatha Dé Danann a la batalla de Moytura. En temps més recents aquest istme ha esdevingut una coneguda zona de pas entre els països de Joyce i Flaherty.
A terres d'An Fhairche hi ha les ruïnes del mas Petersburgh, seu de la família Lynch, un membre de la qual, John Lynch, fou un dels signataris de la Declaració d'Independència dels Estats Units d'Amèrica.